# Mayawa neoflava
Mayawa neoflava är en insektsart som beskrevs av Fletcher 2000. Mayawa neoflava ingår i släktet Mayawa och familjen dvärgstritar. Inga underarter finns listade i Catalogue of Life.